# Paolo Simion
Paolo Simion (Castelfranco Veneto, 10 d'octubre de 1992) és un ciclista italià, professional des del 2015 i actualment a l'equip Bardiani CSF. Combina la carretera amb el ciclisme en pista.

## Palmarès en carretera
- 2010
  -  Campió d'Itàlia júnior en ruta
- 2012
  - 1r al Circuit del Porto-Trofeu Arvedi
  - 1r a la Parma-La Spezia
- 2013
  - 1r al Circuit del Porto-Trofeu Arvedi
  - Vencedor d'una etapa al Giro del Friül-Venècia Júlia
- 2018
  - Vencedor d'una etapa al Tour de Croàcia

### Resultats al Giro d'Itàlia
- 2016. 131è de la classificació general
- 2018. 145è de la classificació general
- 2019. 140è de la classificació general

## Palmarès en pista
- 2010
  -  Campió d'Europa júnior en Òmnium
- 2013
  -  Campió d'Itàlia de Persecució per equips (amb Marco Coledan, Alex Buttazzoni i Elia Viviani)

### Resultats a laCopa del Món
- 2012-2013
  - 1r a Cali, en Òmnium